# Bureau Veritas
Bureau Veritas er en fransk virksomhed indenfor test, inspektion og certificering med hovedkvarter i Neuilly-sur-Seine, Paris. Den blev etableret i 1828. Deres services tilbydes indenfor infrastruktur, fødevarer & råvarer, marine & offshore, industri, certificering og forbrugerprodukter.
Bureau Veritas er tilstede i 140 lande, har over 1.500 kontorer og 82.000 ansatte.